# Ecce Homo. Як стають самі собою
Ecce Homo. Як стають самі собою (нім. Ecce Homo: Wie man wird, was man ist) — остання книга Фрідріха Ніцше, яку він написав у 1888 році, опублікована  у 1908 році вже після смерті автора.

## Про книгу
За словами одного з найвидатніших англійських перекладачів Ніцше, Вальтера Кауфмана, книга пропонує «власну інтерпретацію Ніцше свого розвитку, своїх творів та свого значення» . Вона містить кілька розділів із самохвалебними назвами, такими як «Чому я такий мудрий», «Чому я такий розумний», «Чому я пишу такі гарні книги» та «Чому я доля?». У книзі Кауфмана «Ніцше: філософ, психолог, антихрист» відзначаються внутрішні паралелі, за формою та мовою, з Апологією Платона, в якій задокументовано суд над Сократом. По своїй суті, цією роботою Фрідріх Ніцше піддав себе випробуванню, і його сардонічні судження та заголовки розділів можна розглядати як уїдливі, насмішкуваті, самознижувальні чи лукаві.
У рамках цієї роботи Ніцше свідомо прагне уявити новий образ філософа і самого себе, наприклад, філософа, «який не є ні олександрійським академіком, ні аполонічним мудрецем, а діонісійцем». Кауфманн вважає, що Ecce Homo є літературним твором, який можна порівняти у художності з картинами Вінсента Ван Гога. Ніцше стверджував, що він є великим філософом через його різку оцінку благочестивого шахрайства всієї філософії, яке він розглядав як відступ від чесності та правди, коли це найбільш необхідно, і боягузливу нездатність досягти заявленої мети до її розумного кінця. Ніцше наполягав на тому, що його страждання не благородні, а є очікуваним результатом наполегливого дослідження найглибших схованок людського самообману і що, долаючи свою агонію, людина досягає більшого, ніж будь-яке розслаблення чи пристосування до інтелектуальних труднощів чи буквальних загроз. Він проголошував найвищу цінність всього, що з ним сталося (включаючи ранню смерть батька та його майже сліпоту – приклад любові до Долі або amor fati). Основна думка Ніцше полягала в тому, що бути "людиною" поодинці - значить бути насправді більше, ніж "Христом".
Однією з основних цілей Ecce Homo було викласти погляд Ніцше на його творчість як філософа та людини. Він писав: «За цих умов виникає обов'язок, проти якого по суті повстає моя звичка і ще більше гордість моїх інстинктів, а саме обов'язок сказати: Вислухайте мене! Бо я такий і такий. Насамперед не змішуйте мене з іншими!» Протягом усієї книги він викладає - у гіперболічному стилі, характерному для його пізнішого періоду (1886-1888) - своє дитяче життя, свої індивідуальні смаки й своє бачення людства. Він дає огляди та висновки про свої різні твори, у тому числі: «Народження трагедії», «Несвоєчасні [роздуми]», «Людське, надто людське», «Ранкова зоря», «Весела наука», «Так казав Заратустра», «По той бік добра і зла», «Про генеалогію моралі», «Сутінки ідолів» та «Випадок „Вагнер“». Остання та завершувальна глава «Ecce Homo», під назвою «Чому я доля», перш за все присвячена повторенню думок Фрідріха Ніцше про християнство, підтвердження занепаду християнства та його ідей щодо розкриття християнської моралі.
Книгу Ніцше підписав як «Діоніс проти Розіп'ятого».

## Робота над книгою
Сам Ніцше датував написання книги Ecce Homo проміжком від 15 жовтня (дня свого народження) до 4 листопада 1888 року, проте насправді він продовжував роботу над текстом майже до самого кінця свого свідомого життя - останній уривок, що належить до Ecce Homo, датований 2 січня 1889 року. є за день до апоплексичного удару та психічного зриву, від яких він так і не зміг оговтатися. Через хворобу Ніцше не зміг довести свою роботу до Ecce Homo до кінця. В результаті, роботу над підготовкою до друку книги займалися Елізабет Ферстер-Ніцше, молодша сестра письменника і Петер Гаст німецький письменник і композитор, друг Ніцше. При цьому рукопис зазнав «виправлень», за що пізніше їх різко критикували дослідники творчості та філософії Ніцше.
Вперше рукопис був опублікований вже після смерті автора, в 1908 під редакцією Рауля Ріхтера. Оскільки книга Ecce Homo не дочекалася останньої авторської правки та композиції, існує кілька варіантів книги. Один з них, що набув широкого поширення в країнах соцтабору, належить колишньому співробітнику веймарського архіу Гете і Шиллера (який згодом був переданий архів Ніцше) Карлу Шлехту, який підготував у 1954—1956 роках тритомні збори. Одним із критиків видання К. Шлехти був західний дослідник Еге. Ф. Подах, який у 1961 році після довгої роботи в Архіві Ніцше, видав однотомне видання пізніх робіт Ніцше, до якого включив і книгу Ecce homo. Подах зміг з уривків відновити повний текст у хронологічній послідовності. У 1964 році італійські дослідники Джорджо Коллі і Мадзіно Монтінарі випустили нове, текстологічно вірогідне зібрання творів Ніцше. Вони не тільки відновили хронологічний порядок робочих записів Ніцше та історію його роботи над творами, а й доповнили томи значним обсягом текстів, що не публікувалися раніше, одночасно усуваючи спотворення і фальсифікації, допущені при роботі Архіву Ніцше під керівництвом Еге. Ферстер-Ніцше.